# Paolo Giorza
Paolo Giorza (Milà, Itàlia, 11 de novembre de 1832 - Seattle, Washington, EUA, 4 de maig de 1914) fou un compositor italià.
El seu renom es deu bàsicament a la seva música de ball i les seves melodies per a cant i piano, algunes verdaderament inspirades. Entre els seus balls d'espectacle, el nombre dels quals s'eleva a 50 aproximadament, si citen:
- Un fallo: (1835)
- Il giucalore:
- Cleopatra:
- Farfaletta:
- Le Silfide a Pechino:
- Don Cesar de Bazan:
- Salammbo:
- La giocoliera:
- La Maschera: estrenada en l'Òpera de París el 1864, etc.

Una òpera seva, Corrado, console di Milano estrenada a La Scala el 1860, No tingué èxit.
També va compondre a invitació de Garibaldi un himne de guerra (1866). El 1905 es traslladà a Amèrica on morí.